# Sportronic
Lo Sportronic è un tipo di cambio robotizzato, utilizzato dall'Alfa Romeo per equipaggiare (se richiesto), alcune versioni di quella che ad oggi, è l'ultima ammiraglia costruita dalla casa di Arese, ossia la 166.

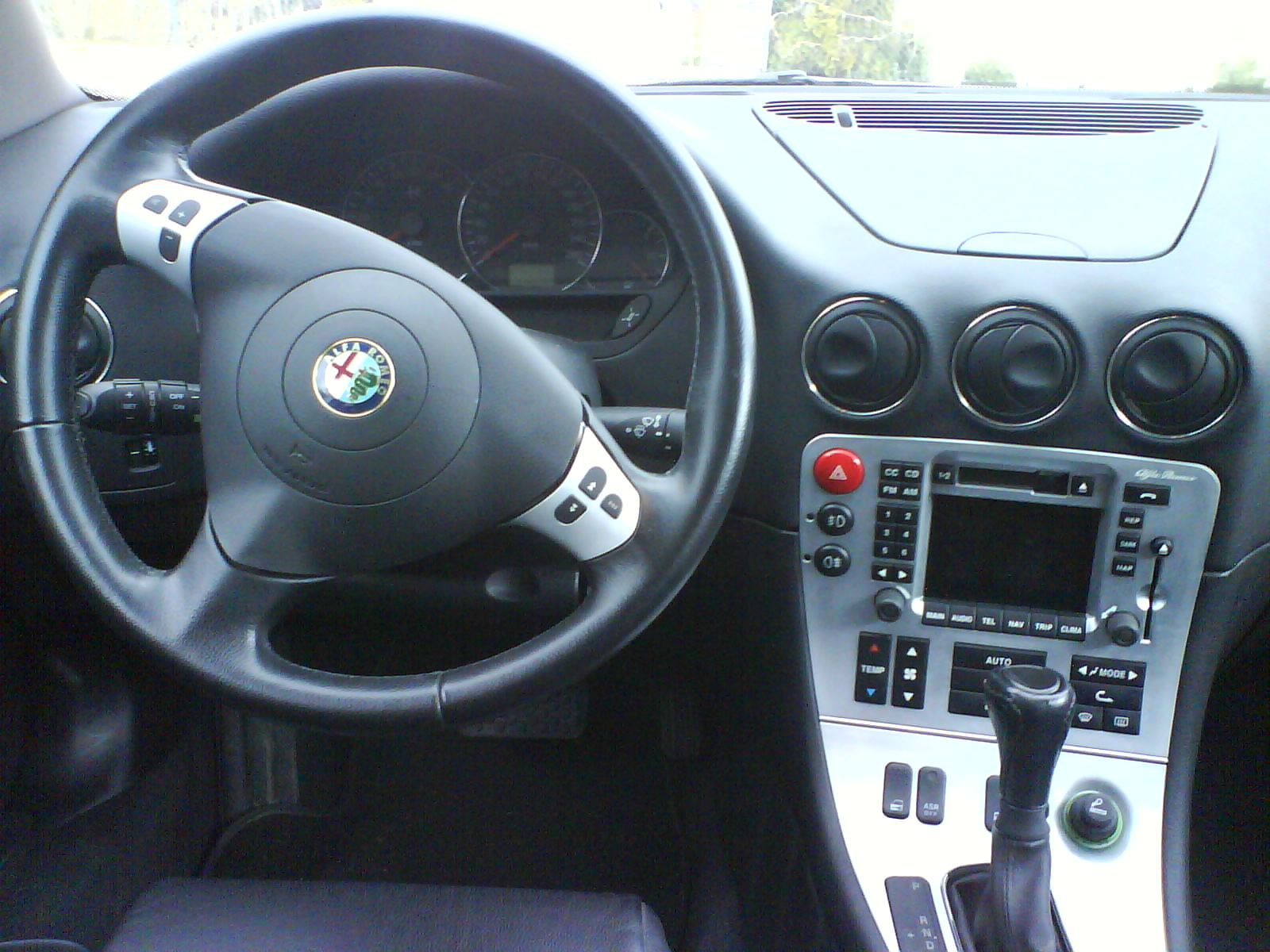
La plancia di una 166 seconda serie, dotata del cambio Sportronic.

## Storia
Lo Sportronic è stato realizzato dalla Magneti Marelli, che ne ha curato la parte elettronica e di attuazione, assieme al Gruppo Fiat, ed è stato disponibile su un solo modello, come detto l'Alfa Romeo 166, dal novembre del 2003 fino al termine del 2007, quando la vettura venne ritirata dal mercato, nove anni dopo il suo esordio.
Come si nota però, lo Sportronic non comparve immediatamente alla presentazione dell'auto, ma venne reso disponibile solo cinque anni dopo.
Questo è dovuto al fatto che la 166 è stata realizzata essenzialmente in due versioni, una commercializzata dal 1998 al 2003, ed una seconda affinata in alcuni particolari nonché nell'estetica del frontale.

## Tecnica
Il cambio Sportronic dunque, è stato montato solo sulla seconda serie della 166.
In realtà questo dipese dal fatto, che la seconda serie ha beneficiato di diversi aggiornamenti, soprattutto per ciò che concerne i motori, i quali sono stati potenziati e disponevano di una coppia motrice superiore rispetto al primo modello, oppure esordirono motori di nuova generazione, anch'essi più potenti sia per quanto concerne la potenza massima erogata che la coppia.
Quest'ultima è stata un parametro fondamentale per lo sviluppo dei cambi della seconda serie, in quanto una coppia motore maggiore, significa sforzi torsionali sugli alberi maggiori, e per questo motivo alberi e ruote dentate vennero riprogettati, così da sopportare le nuove sollecitazioni.
Per quanto riguarda lo Sportronic, va detto che ebbe il compito di rimpiazzare questi cambi per quanto concerne la parte meccanica, mentre prese il posto dei vecchi cambi automatici, denominati CAE, per quanto riguarda la parte di gestione elettronica.
In sostanza quindi, questo sistema aveva lo scopo principale di fungere da cambio automatico, e per questo motivo era disponibile solo come optional, poiché le vetture venivano fornite di base dalla casa madre, con cambio meccanico manuale.
Tuttavia anche lo Sportronic era un cambio meccanico, che però poteva funzionare come un cambio automatico, ma così non era in quanto disponendo della stessa struttura del cambio meccanico, differentemente da questo veniva solamente gestito da un computer.
Era dunque un cambio robotizzato.
Non per niente è derivato dal Selespeed, anch'esso utilizzato dall'Alfa Romeo anche se su molti più modelli, il quale è ugualmente un cambio robotizzato.
Sostanzialmente se si analizza lo Sportronic dal punto di vista meccanico, si nota che la campana del cambio contiene due alberi, un primario e un secondario con calettate delle ruote dentate, tramite le quali è possibile realizzare cinque rapporti in avanzamento, più un rapporto di retromarcia.
Il cambio viene reso solidale all'albero a gomiti, tramite un classico disco di frizione meccanico.
Le differenze rispetto al cambio manuale, risiedono in un sistema elettronico, costituito da una centralina elettronica appunto, che comanda i leveraggi di innesto e disinnesto della frizione e degli ingranaggi, per mezzo di una serie di attuatori idraulici.              Il cambio Sportronic aveva 4 marce.

## Utilizzo
È chiaro dunque che all'interno dell'abitacolo non è presente il pedale della frizione, la quale non viene mai gestita da chi guida, bensì sempre e solo dalla centralina di gestione del cambio.
Lo stesso non vale nei confronti del cambio di velocità.
Infatti sul tunnel centrale, di fianco al posto guida, è montata la classica leva di comando degli innesti, ma differentemente da quanto succede con un cambio manuale, è abbastanza vincolata, poiché può essere mossa soprattutto in senso longitudinale.
Ciò è dovuto al fatto che lo Sportronic poteva operare sia come cambio automatico che come cambio semiautomatico sequenziale.
Nella modalità automatica, tutto è gestito completamente dalla centralina che tramite impulsi elettrici, comanda i leveraggi tramite gli attuatori.
La particolarità dello Sportronic, sta nel fatto che è un cambio autoadattativo, ossia si adatta allo stile di guida del pilota.
In funzione di quanto si sfrutta la corsa dell'acceleratore, comanda delle cambiate più o meno rapide, e ad un regime di giri motore più o meno elevato.
Perciò se si desidera delle reazioni più pronte, bisognerà premere più a fondo il pedale dell'acceleratore, e tenerlo premuto per più tempo, in modo tale che la centralina di gestione del cambio interpreti la manovra come richiesta di guida più sportiva.
Tra le varie funzioni, vi è anche quella di spunto.
La centralina comanda anche la frizione, perciò in caso di partenza, il pilota non dovrà rilasciare la frizione, ma la manovra verrà eseguita dall'attuatore comandato dalla centralina, che in funzione del regime di rotazione del motore, "decide" quanto ed in che tempi rilasciare la frizione.
Ovviamente lo stesso vale anche quando la vettura è in marcia.

## Funzione Sport
Ad ogni modo, chi desiderasse cambiare marcia di propria mano, ha facoltà di farlo, utilizzando la funzione sport, che può essere abilitata posizionando la leva in folle, anziché tenerla innesta in verso la plancia.
In questa maniera funziona da selettore del rapporto desiderato.
Ogni qualvolta la spinge in avanti si seleziona un rapporto in progressione, mentre tirandola verso di sé, si scala marcia.
Come tutti i sistemi sequenziali, non è possibile passare direttamente da un rapporto ad un altro, senza seguire la sequenza di cambiata.
In pratica, se si volesse scalare dalla quarta alla seconda senza passare prima per la terza, non sarebbe possibile.
Ciò vale con tutti i rapporti, sia in progressione che in scalata.
Nonostante sia derivato dal Selespeed, e dunque nato dopo di questo, lo Sportronic pur godendo di ottime doti dispone di un numero inferiore di funzioni, è meno preciso e più lento.
Questo perché è stato pensato per un'ammiraglia anziché una berlina media, perciò serviva per privilegiare il comfort di marcia e fornire al tempo stesso delle prestazioni esaltanti anche se non estreme come col Selespeed.
Lo Sportronic, non è più presente sul mercato, perché disponibile su un unico modello, ormai fuori produzione.
Ad ogni modo il suo posto è stato preso da un nuovo sistema, più veloce ed evoluto con possibilità di cambio marcia anche al volante denominato Q-Tronic, e montato su parecchie Alfa Romeo, anche se a differenza dello Sportronic non è un cambio robotizzato ma un cambio automatico a tutti gli effetti.